# Robin Gosens
Robin Everardus Gosens (sinh ngày 5 tháng 7 năm 1994) là một cầu thủ bóng đá chuyên nghiệp người Đức hiện đang thi đấu ở vị trí tiền vệ cánh trái hoặc hậu vệ trái cho câu lạc bộ Serie A Fiorentina dưới dạng cho mượn từ câu lạc bộ Bundesliga Union Berlin và đội tuyển bóng đá quốc gia Đức.

## Thời thơ ấu
Gosens sinh ra ở Emmerich am Rhein, gần biên giới Hà Lan, vào ngày 5 tháng 7 năm 1994 và lớn lên ở quận Elten. Elten nằm dưới sự quản lý của Hà Lan từ năm 1949 đến năm 1963 cho đến khi được Đức tiếp quản kể từ năm 1963 trở đi. Tuy nhiên, nhiều cư dân lớn tuổi của Elten vẫn có quốc tịch nước láng giềng và cha của Gosens là công dân Hà Lan. Theo tuyên bố của mình, anh chỉ là một người Hà Lan "trên giấy tờ", lớn lên ở Đức và thực sự có rất ít mối liên hệ với Hà Lan.

## Sự nghiệp câu lạc bộ

### Vitesse
Gosens thi đấu cho các câu lạc bộ địa phương như Fortuna Elten, 1. FC Bocholt và VfL Rhede trước khi gia nhập đội trẻ Vitesse vào ngày 4 tháng 7 năm 2012. Vào ngày 13 tháng 8 năm 2013, anh ký hợp đồng chuyên nghiệp đầu tiên với câu lạc bộ. Trước đó, anh đã thất bại trong buổi tập thử với câu lạc bộ Bundesliga Borussia Dortmund. Bản thân anh gọi buổi tập đó là một thất bại.

#### Cho mượn tại FC Dordrecht
Vào ngày 14 tháng 1 năm 2014, Gosens được cho FC Dordrecht mượn đến cuối mùa giải. Anh ra mắt cho đội ba ngày sau đó, bắt đầu từ trận hòa 1–1 trên sân nhà trước SBV Excelsior.
Gosens ghi bàn thắng đầu tiên cho FC Dordrecht vào ngày 7 tháng 2 khi ghi bàn thứ hai trong chiến thắng 6–1 trên sân nhà trước FC Emmen. Anh đã tham gia 20 trận đấu trong mùa giải này, bao gồm cả các trận play-off, khi đội bóng của anh đứng thứ hai và trở lại Eredivisie sau 19 năm vắng bóng.
Vào ngày 29 tháng 5 năm 2014, khoản cho mượn của Gosens được gia hạn thêm một năm. Anh có trận ra mắt tại Eredivisie vào ngày 9 tháng 8 khi chơi trọn 90 phút trong chiến thắng 2–1 trên sân khách trước SC Heerenveen. Anh ghi bàn thắng đầu tiên ở giải đấu này vào ngày 20 tháng 9 và ghi bàn thắng duy nhất cho đội bóng trong trận hòa 1–1 trên sân khách trước Excelsior.

### Heracles Almelo
Vào mùa hè năm 2015, Gosens chuyển đến Heracles Almelo. Anh cũng là cầu thủ chính thường xuyên thi đấu cho câu lạc bộ ở thị trấn Almelo ở vùng Twente của Hà Lan ở nhiều vị trí khác nhau. Trong phần lớn mùa giải, Heracles Almelo đã chiến đấu để giành quyền tham dự đấu trường châu Âu. Sau mùa giải 2015–16 kết thúc, Heracles Almelo cán đích ở vị trí thứ sáu vào cuối mùa giải, đồng nghĩa với việc đội đủ điều kiện tham dự vòng play-off nội bộ của Eredivisie để tham gia UEFA Europa League. Ở vòng play-off, đội ban đầu đã thắng FC Groningen, nhưng gặp thất bại trong trận chung kết play-off trước FC Utrecht. Heracles Almelo đá chính ở vòng loại ba nhưng bị loại vì luật bàn thắng sân khách trước câu lạc bộ Bồ Đào Nha FC Arouca. Gosens cũng là cầu thủ thường xuyên trong mùa giải 2016–17 và chủ yếu chơi ở vị trí hậu vệ cánh trái trong mùa giải này. Heracles Almelo chủ yếu đứng giữa bảng và đứng thứ 10 vào cuối mùa.

### Atalanta
Vào ngày 2 tháng 6 năm 2017, Gosens chuyển đến câu lạc bộ Atalanta tại Serie A với trị giá khoảng 1 triệu euro. Vào ngày 18 tháng 9 năm 2019, Gosens có trận ra mắt tại Champions League trước Dinamo Zagreb. Vào ngày 11 tháng 12 năm 2019, anh ghi bàn thắng đầu tiên tại Champions League trong chiến thắng 3–0 trên sân khách trước Shakhtar Donetsk. Vào ngày 25 tháng 11 năm 2020, anh ghi bàn thắng thứ hai tại Champions League trong chiến thắng 2–0 trên sân khách trước Liverpool tại Anfield.
Gosens khẳng định mình là một trong những hậu vệ cánh hàng đầu ở Serie A, xuất sắc cả tấn công và phòng thủ. Trong các mùa giải 2019–20 và 2020–21, anh là một trong những cầu thủ ghi nhiều bàn thắng nhất mùa giải của Atalanta với 10 bàn thắng và 12 bàn thắng, những con số cao chưa từng có đối với một hậu vệ. Vào ngày 14 tháng 9 năm 2021, anh ghi bàn thắng gỡ hòa cho Atalanta trong trận hòa 2–2 trên sân khách trước Villarreal trong trận đấu đầu tiên của mùa giải Champions League 2021–22.

### Inter Milan
Vào ngày 27 tháng 1 năm 2022, Gosens chuyển đến Inter Milan cũng tại Serie A. Atalanta đã cho anh mượn tại Inter Milan đến cuối mùa giải 2021–22 với nghĩa vụ mua sau đó nếu một số trường hợp phát sinh. Tuy nhiên, theo tin tức, khoản vay có thời hạn 18 tháng và nghĩa vụ mua có hiệu lực ngay khi Inter ghi bàn thắng đầu tiên trong mùa giải mới. Trong những tháng đầu tiên với Inter, Gosens phải bình phục chấn thương đùi và anh mới có thể ra sân lần đầu tiên vào đầu tháng 3 năm 2022. Tính đến cuối mùa giải, anh đã thực hiện 7 lần thay người ở Serie A dưới thời huấn luyện viên Simone Inzaghi. Anh đã đóng góp một bàn thắng sau hai trận để giành Coppa Italia. Trái ngược với những thông báo chính thức, Gosens vẫn ở lại Inter Milan vào đầu mùa giải 2022–23. Vào cuối mùa giải này, anh lọt vào trận chung kết Champions League với Inter trước Manchester City và giành được vị trí á quân sau khi Inter gặp thất bại trước Manchester City.

### Union Berlin
Sau một năm rưỡi gắn bó với Inter Milan, Gosens chuyển đến câu lạc bộ Bundesliga 1. FC Union Berlin vào tháng 8 năm 2023. Anh chính thức hoàn thành giấc mơ thi đấu tại Bundesliga của mình. Theo báo chí đưa tin, phí chuyển nhượng này nằm khoảng 15 triệu euro, khiến anh trở thành vụ chuyển nhượng kỷ lục của 1. FC Union Berlin. Trước đó, VfL Wolfsburg cũng bày tỏ sự quan tâm đến anh.
Gosens ra mắt cho câu lạc bộ với tư cách là cầu thủ dự bị vào ngày 20 tháng 8 tại Stadion An der Alten Försterei trong chiến thắng 4–1 trên sân nhà trước Mainz vào ngày thi đấu đầu tiên của mùa giải Bundesliga 2023–24. Vào ngày 26 tháng 8, anh có trận đầu tiên ở Bundesliga tại Merck-Stadion am Böllenfalltor và tạo được ảnh hưởng ngay lập tức khi ghi hai bàn cho Union Berlin trong chiến thắng 4–1 trên sân khách trước Darmstadt.

## Sự nghiệp quốc tế
Vào cuối tháng 8 năm 2020, Gosens được huấn luyện viên quốc gia của Đội tuyển bóng đá quốc gia Đức Joachim Löw lần đầu tiên gọi lên đội tuyển Đức cho các trận đấu tại Nations League 2020–21 gặp Tây Ban Nha và Thụy Sĩ. Trước đó, huấn luyện viên Ronald Koeman cũng đã hứa với anh một suất vào đội tuyển quốc gia Hà Lan, nhưng anh đã từ chối.
Vào ngày 3 tháng 9 năm 2020, Gosens có trận ra mắt trong trận hòa 1–1 trước Tây Ban Nha. Anh chơi trọn vẹn 90 phút trong trận đấu này và kiến tạo bàn thắng để giúp Đức dẫn trước 1–0. Vào ngày 19 tháng 5 năm 2021, anh được huấn luyện viên quốc gia đề cử vào đội tuyển để tham dự UEFA Euro 2020. Vào ngày 7 tháng 6 năm 2021, Gosens ghi bàn thắng đầu tiên cho đội tuyển Đức trong trận đấu cuối cùng trong chiến thắng 7–1 trước Latvia khi mở tỉ số lên 1–0. Vào ngày 19 tháng 6 năm 2021, anh ghi một bàn thắng, thực hiện hai đường kiến tạo và được vinh danh là cầu thủ của trận đấu trong chiến thắng 4–2 ở vòng bảng của giải đấu trước Bồ Đào Nha. Cùng với đội tuyển Đức, anh đã lọt vào vòng 16 của giải đấu này, trong đó Đức bị Anh loại.
Gosens không được huấn luyện viên đội tuyển quốc gia Hansi Flick gọi lên tuyển tham dự FIFA World Cup 2022 tại Qatar.

## Đời tư
Vào tháng 6 năm 2022, anh kết hôn với bạn gái Rabea Böhlke và họ có một cậu con trai tên Levi.
Năm 2023, Gosens đã hoàn thành xuất sắc chương trình 4 năm về tâm lý học tại trường cao đẳng SRH Fernhochschule Baden-Württemberg với bằng Cử nhân Khoa học. Chuyên môn của anh là tâm lý học lâm sàng và phục hồi chức năng.

### Bên ngoài sân cỏ
Gosens là fan hâm mộ của FC Schalke 04. Kể từ thời gian thi đấu cho FC Dordrecht và Heracles Almelo, anh mang cả hai quốc tịch Đức và Hà Lan và nói thông thạo tiếng Hà Lan. Thông qua thời gian thi đấu cho Atalanta và Inter Milan, anh cũng nói được tiếng Ý. Sau khi tốt nghiệp trung học, Gosens nộp đơn xin làm cảnh sát, nhưng đã từ bỏ kế hoạch này vì sự nghiệp cầu thủ bóng đá chuyên nghiệp của mình. Năm 2021, anh xuất bản cuốn tự truyện của mình mang tên Träumen lohnt sich – Mein etwas anderer Weg zum Fußballprofi (tạm dịch "Thật đáng để mơ ước - Con đường hơi khác biệt của tôi để trở thành cầu thủ bóng đá chuyên nghiệp").

## Thống kê sự nghiệp

### Câu lạc bộ
Tính đến 12 tháng 12 năm 2023
| Câu lạc bộ          | Mùa giải            | Giải vô địch        | Giải vô địch | Giải vô địch | Cúp quốc gia | Cúp quốc gia | Châu lục | Châu lục | Khác | Khác | Tổng cộng | Tổng cộng |
| Câu lạc bộ          | Mùa giải            | Hạng đấu            | Trận         | Bàn          | Trận         | Bàn          | Trận     | Bàn      | Trận | Bàn  | Trận      | Bàn       |
| ------------------- | ------------------- | ------------------- | ------------ | ------------ | ------------ | ------------ | -------- | -------- | ---- | ---- | --------- | --------- |
| Dordrecht (mượn)    | 2013–14             | Eerste Divisie      | 16           | 1            | 0            | 0            | —        | —        | 4    | 0    | 20        | 1         |
| Dordrecht (mượn)    | 2014–15             | Eredivisie          | 31           | 2            | 2            | 0            | —        | —        | —    | —    | 33        | 2         |
| Dordrecht (mượn)    | Tổng cộng           | Tổng cộng           | 47           | 3            | 2            | 0            | —        | —        | 4    | 0    | 53        | 3         |
| Heracles Almelo     | 2015–16             | Eredivisie          | 32           | 2            | 3            | 1            | —        | —        | 3    | 0    | 38        | 3         |
| Heracles Almelo     | 2016–17             | Eredivisie          | 28           | 2            | 2            | 0            | 2        | 0        | —    | —    | 32        | 2         |
| Heracles Almelo     | Tổng cộng           | Tổng cộng           | 60           | 4            | 5            | 1            | 2        | 0        | 3    | 0    | 70        | 5         |
| Atalanta            | 2017–18             | Serie A             | 21           | 1            | 2            | 0            | 3        | 1        | —    | —    | 26        | 2         |
| Atalanta            | 2018–19             | Serie A             | 28           | 3            | 3            | 0            | 5        | 0        | —    | —    | 36        | 3         |
| Atalanta            | 2019–20             | Serie A             | 34           | 9            | 1            | 0            | 8        | 1        | —    | —    | 43        | 10        |
| Atalanta            | 2020–21             | Serie A             | 32           | 11           | 5            | 0            | 7        | 1        | —    | —    | 44        | 12        |
| Atalanta            | 2021–22             | Serie A             | 6            | 1            | 0            | 0            | 2        | 1        | —    | —    | 8         | 2         |
| Atalanta            | Tổng cộng           | Tổng cộng           | 121          | 25           | 11           | 0            | 25       | 4        | —    | —    | 157       | 29        |
| Inter Milan (mượn)  | 2021–22             | Serie A             | 7            | 0            | 2            | 1            | 0        | 0        | —    | —    | 9         | 1         |
| Inter Milan         | 2022–23             | Serie A             | 32           | 3            | 5            | 0            | 11       | 1        | 1    | 0    | 49        | 4         |
| Inter Milan         | Tổng cộng           | Tổng cộng           | 39           | 3            | 7            | 1            | 11       | 1        | 1    | 0    | 58        | 5         |
| Union Berlin        | 2023–24             | Bundesliga          | 30           | 6            | 1            | 0            | 6        | 1        | –    | –    | 37        | 7         |
| Tổng cộng sự nghiệp | Tổng cộng sự nghiệp | Tổng cộng sự nghiệp | 297          | 41           | 26           | 2            | 44       | 6        | 8    | 0    | 375       | 49        |

1. ↑  Bao gồm KNVB Cup, Coppa Italia và DFB-Pokal
2. 1 2  Ra sân tại Play-off Eredivisie
3. 1 2 3  Ra sân tại UEFA Europa League
4. 1 2 3 4 5  Ra sân tại UEFA Champions League
5. ↑  Ra sân tại Supercoppa Italiana

### Quốc tế
Tính đến 17 tháng 10 năm 2023
| Đội tuyển quốc gia | Năm       | Trận | Bàn |
| ------------------ | --------- | ---- | --- |
| Đức                | 2020      | 4    | 0   |
| Đức                | 2021      | 9    | 2   |
| Đức                | 2022      | 1    | 0   |
| Đức                | 2023      | 6    | 0   |
| Tổng cộng          | Tổng cộng | 20   | 2   |

Tỷ số và kết quả liệt kê bàn thắng của Đức được để trước, cột tỷ số cho biết tỷ số sau mỗi bàn thắng của Gosens.
| # | Ngày                | Địa điểm                            | Trận | Đối thủ    | Tỷ số | Kết quả | Giải đấu       |
| - | ------------------- | ----------------------------------- | ---- | ---------- | ----- | ------- | -------------- |
| 1 | 7 tháng 6 năm 2021  | Merkur Spiel-Arena, Düsseldorf, Đức | 7    | Latvia     | 1–0   | 7–1     | Giao hữu       |
| 2 | 19 tháng 6 năm 2021 | Allianz Arena, München, Đức         | 9    | Bồ Đào Nha | 4–1   | 4–2     | UEFA Euro 2020 |

## Danh hiệu

### Câu lạc bộ

#### Inter Milan
- Coppa Italia: 2021–22, 2022–23
- Supercoppa Italiana: 2022
- Á quân UEFA Champions League: 2022–23[29]

### Cá nhân
- Đội hình Serie A xuất sắc nhất năm: 2019–20